# Ponikło sutkowate
Ponikło sutkowate (Eleocharis mamillata (H.Lindb.) H.Lindb.) – gatunek rośliny z rodziny ciborowatych. Występuje w Eurazji i Ameryce Północnej.
W Polsce jest gatunkiem rzadkim; rośnie w rozproszeniu na terenie całego kraju, głównie na południu.

## Morfologia

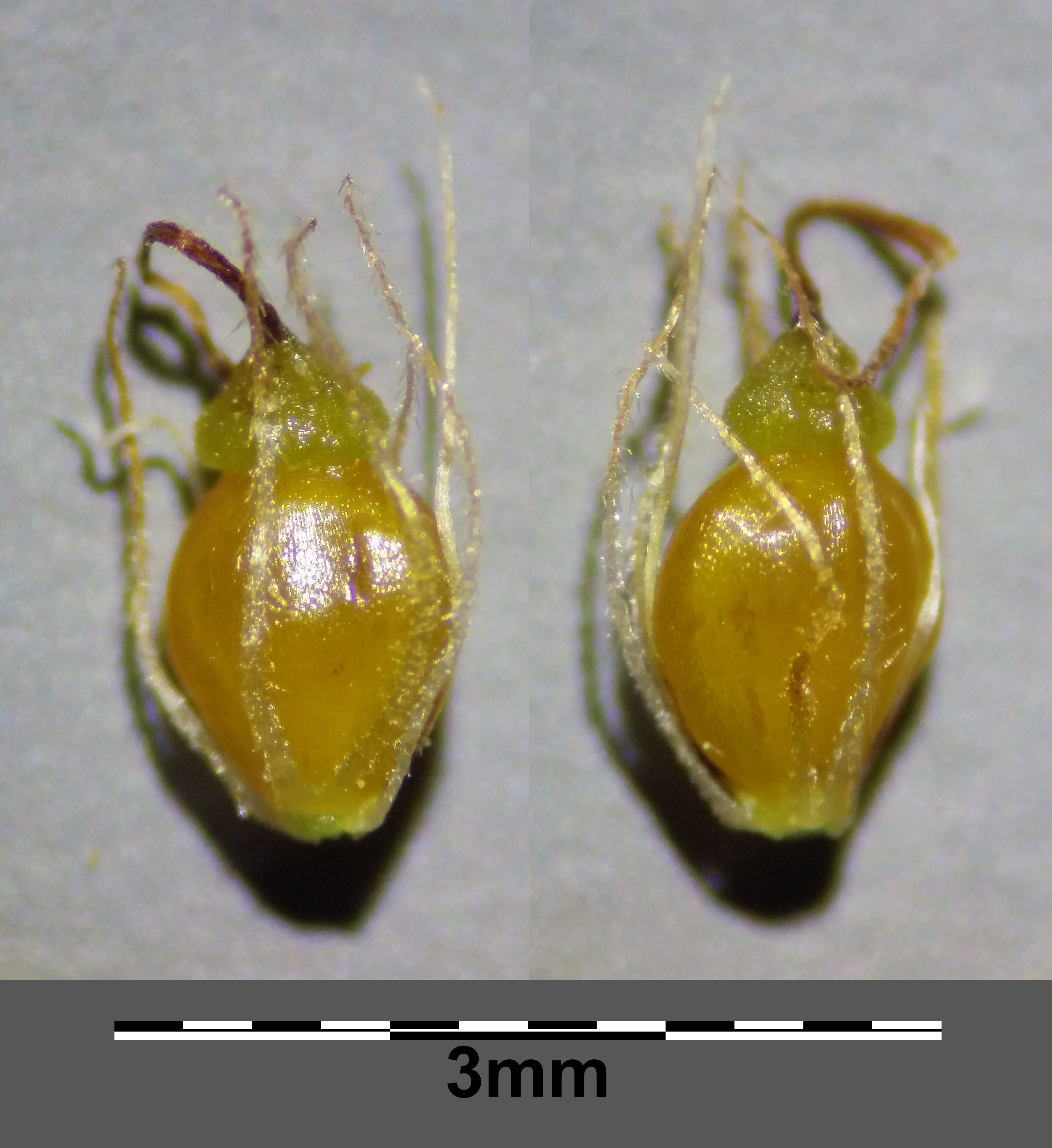
Owoc z sutkowatym dzióbkiem

ŁodygaJasnozielona, miękka, łamliwa, przeświecająca, z 8-11 bruzdami, o grubości 1-3 mm.
LiścieDolne pochwy liściowe żółtobrązowe lub czerwonobrązowe.
KwiatyZebrane w wielokwiatowy, wydłużony kłos o długości 5-20 mm. Okwiat złożony z 5-8 szczecinek, dłuższych od owocu. Dolna podsadka nie sięga połowy długości kłosa. Przysadki ostre, o długości 2-3 mm, wyrastają w 8-11 ukośnych rzędach, odpadają w czasie owocowania. Najniższa przysadka obejmuje swą nasadą pół szerokości kłosa. Szyjka słupka mocno rozszerzona u nasady, tworząca czapkowaty dzióbek, członowato oddzielony od owocu. Dwa znamiona.
OwocSpłaszczony, soczewkowaty, gładki orzeszek, z tępymi brzegami. Szczecinki owoców z długimi zadziorkami. Dzióbek niski, sutkowaty, oddzielony słabym wgłębieniem od owocu.

## Biologia i ekologia
Bylina, geofit, hydrofit. Kwitnie od maja do września. Rośnie na brzegach wód, w rowach i na torfowiskach przejściowych. Liczba chromosomów 2n = 16.

## Zagrożenia i ochrona
Roślina umieszczona na polskiej czerwonej liście w kategorii VU (narażony).